# Narcisă
Narcisa (genul Narcissus) este un gen originar din nordul Africii, regiuni mediteraneene și Europa Centrală, circa 32 specii erbacee, bulboase.
Termenul de narcisă vine de la mitul frumosului tânăr Narcis din mitologia greacă, care s-ar fi îndrăgostit de chipul său. Legenda spune că floarea a apărut la moartea sa, chiar pe mormântul său.
În România este vestită rezervația naturală Poiana cu narcise din localitatea Vad, județul Brașov, din depresiunea Făgărașului.
Un alt loc cu narcise este Rezervația naturală Poiana cu narcise de la Racâș-Hida de lângă satul Racâș, Sălaj.

## Caractere morfologice
- Bulbul este ovoid, rotund, piriform, piriform-lunguleț, globulos-piriform, gros-piriform[3].
- Frunzele sunt lat-liniare, puțin canaliculate, glaucesceate, cilindrice, ascuțite la vârf sau ensiforme [3].
- Florile sunt, în funcție de specie, mici (miniatur), până la circa 10 cm diametru, tubuloase sau coronate, simple sau involte, albe sau galbene, cu petale albe și coronulă galbenă sau cu coronulă galbenă cu margine roșie etc, cu sau fără miros, cu tulpină  unifloră sau multifloră. Elementele florale: 6 stamine, perigon compus din foliole mai mult sau mai puțin asemănătoare, ovate, oblonge sau uneori înguste, dispuse în formă de raze-farfurie, din centrul lor ridicându-se un tub sau un inel numit coronulă, antere mai mult sau mai puțin bilobate[3].
- Fructul este o capsulă[3].

## Specii
- Narcissus abscissus
- Narcissus alpestris
- Narcissus assoanus
- Narcissus asturiensis
- Narcissus atlanticus
- Narcissus aureus
- Narcissus barlae
- Narcissus bertolonii
- Narcissus bicolor
- Narcissus broussonetii
- Narcissus bulbocodium
- Narcissus calcicola
- Narcissus canaliculatus
- Narcissus canariensis
- Narcissus cantabricus
- Narcissus cavanillesii
- Narcissus corcyrensis
- Narcissus cordubensis
- Narcissus cuatrecasasii
- Narcissus cupularis
- Narcissus cyclamineus
- Narcissus cyprii
- Narcissus dubius
- Narcissus elegans
- Narcissus fernandesii
- Narcissus gaditanus
- Narcissus hedraeanthus
- Narcissus hispanicus
- Narcissus italicus
- Narcissus jonquilla
- Narcissus longispathus
- Narcissus macrolobus
- Narcissus minor
- Narcissus moschatus
- Narcissus nanus
- Narcissus nevadensis
- Narcissus nobilis
- Narcissus obesus
- Narcissus obvallaris
- Narcissus ochroleucus
- Narcissus pachybolbus
- Narcissus pallidiflorus
- Narcissus panizzianus
- Narcissus papyraceus
- Narcissus poeticus
- Narcissus polyanthos
- Narcissus portensis
- Narcissus provincialis
- Narcissus pseudonarcissus
- Narcissus pumilus
- Narcissus radiiflorus
- Narcissus romieuxii
- Narcissus rupicola
- Narcissus scaberulus
- Narcissus serotinus
- Narcissus tazetta
- Narcissus tortifolius
- Narcissus triandrus
- Narcissus viridiflorus
- Narcissus willkommii

## Înmulțire
Se înmulțește prin divizarea bulbilor și, mai rar, prin semințe.

## Utilizare
Ca plante ornamentale, se folosesc în parcuri, grădini, ca flori tăiate și la ghivece în pământ argilo-nisipos, bogat în humus, expus la soare. Pe timp de iarnă se forțează ușor.

## Galerie imagini

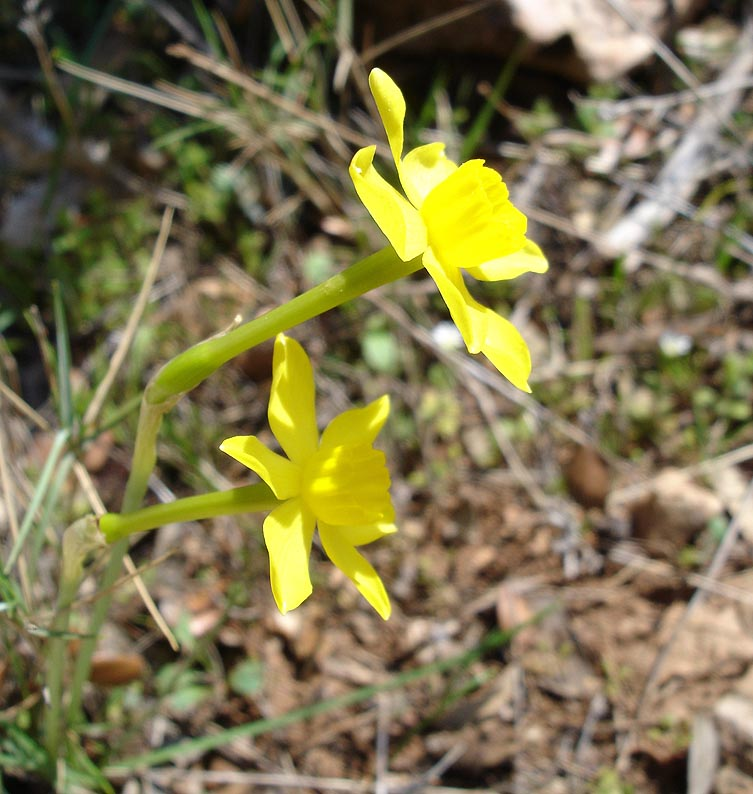
Narcissus assoanus
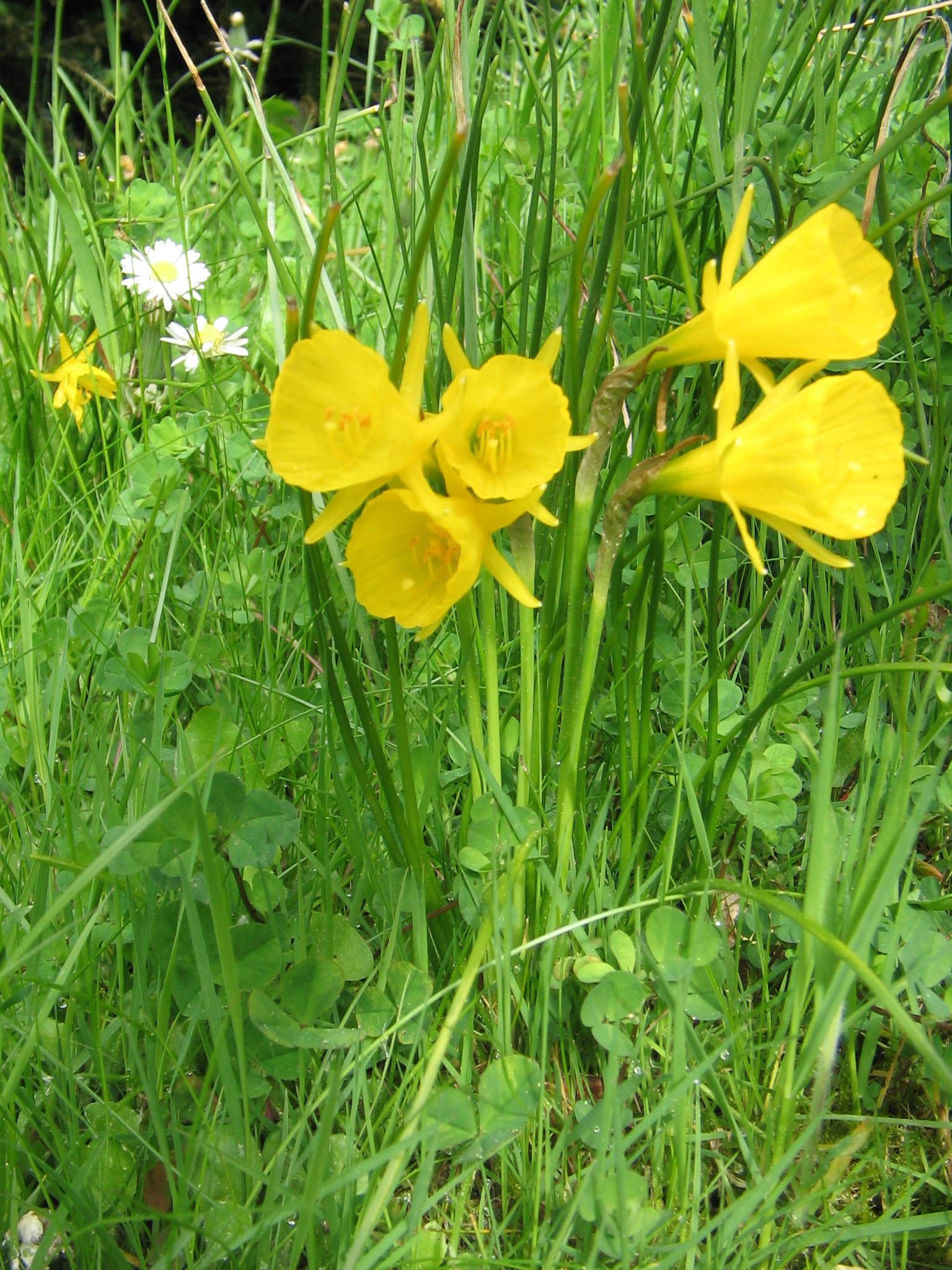
Narcissus bulbocodium
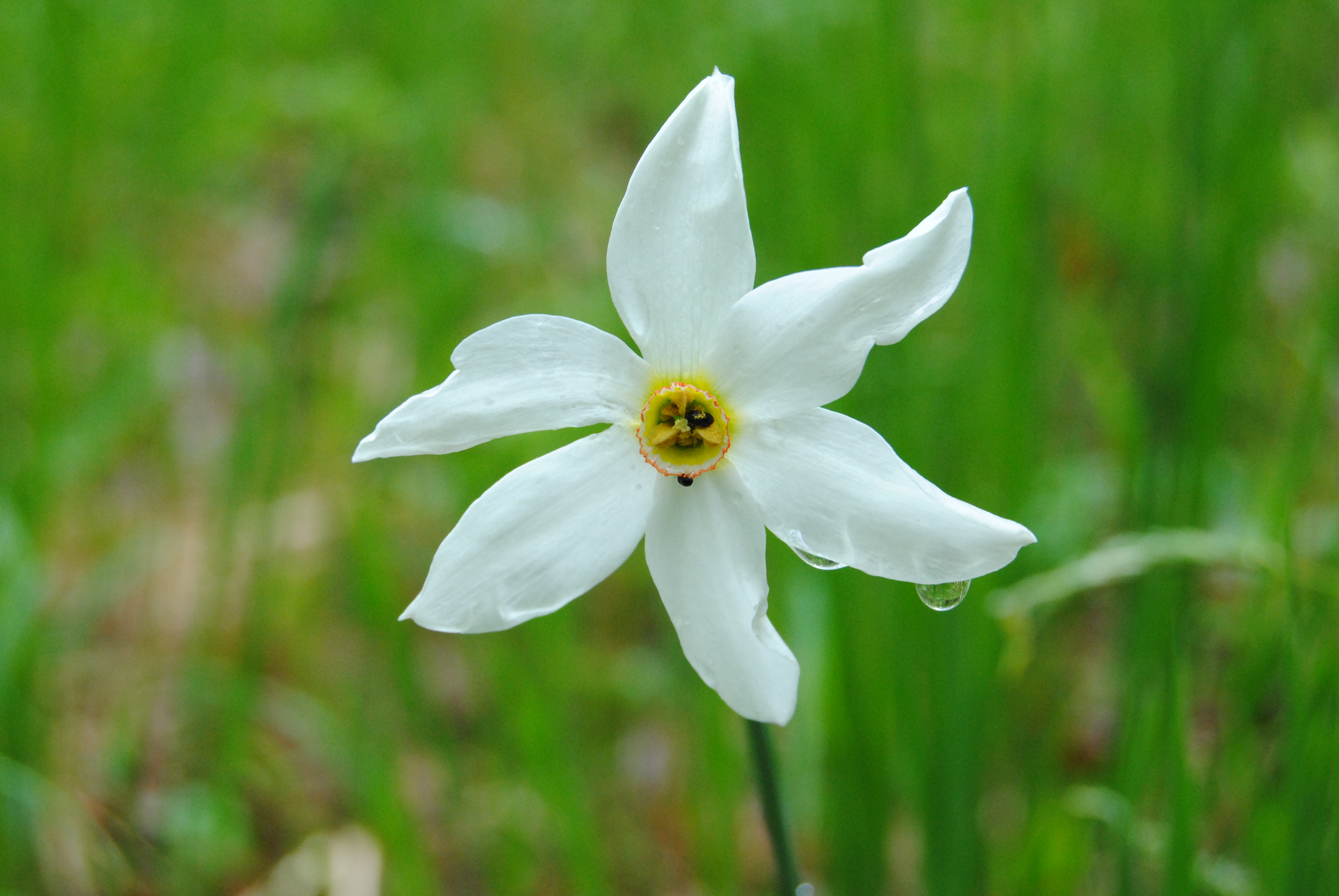
Narcissus poeticus
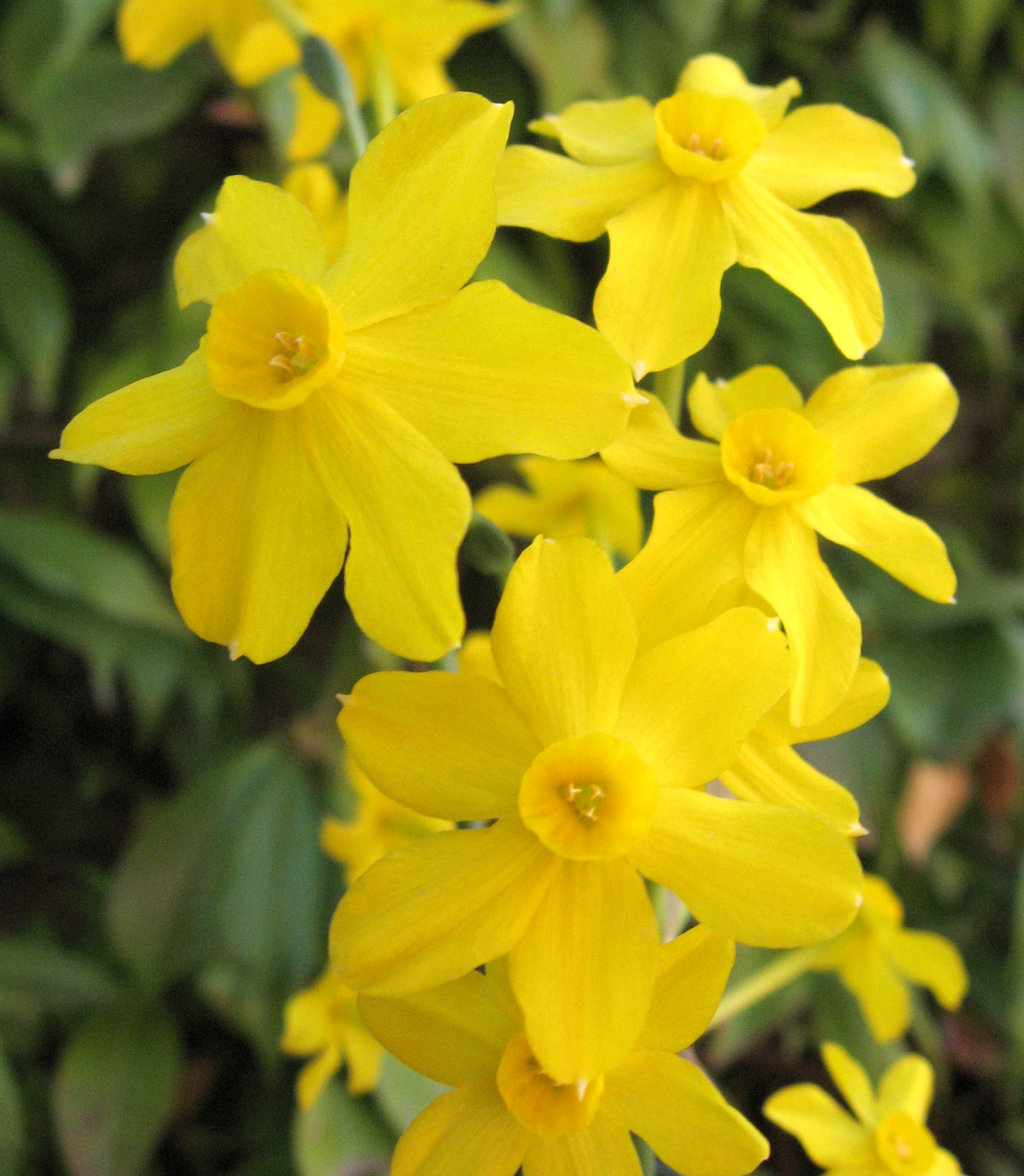
Narcissus jonquilla
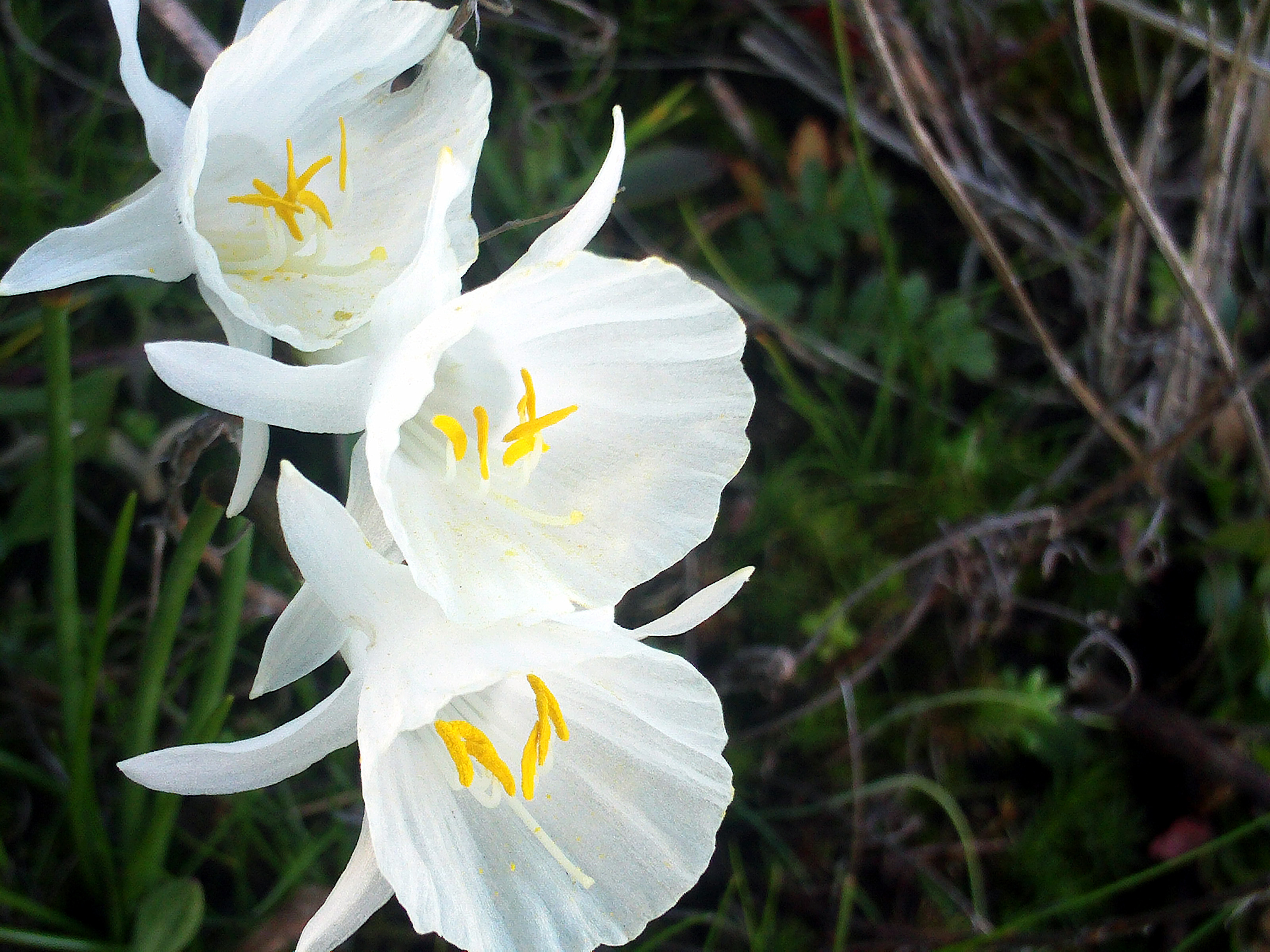
Narcissus cantabricus
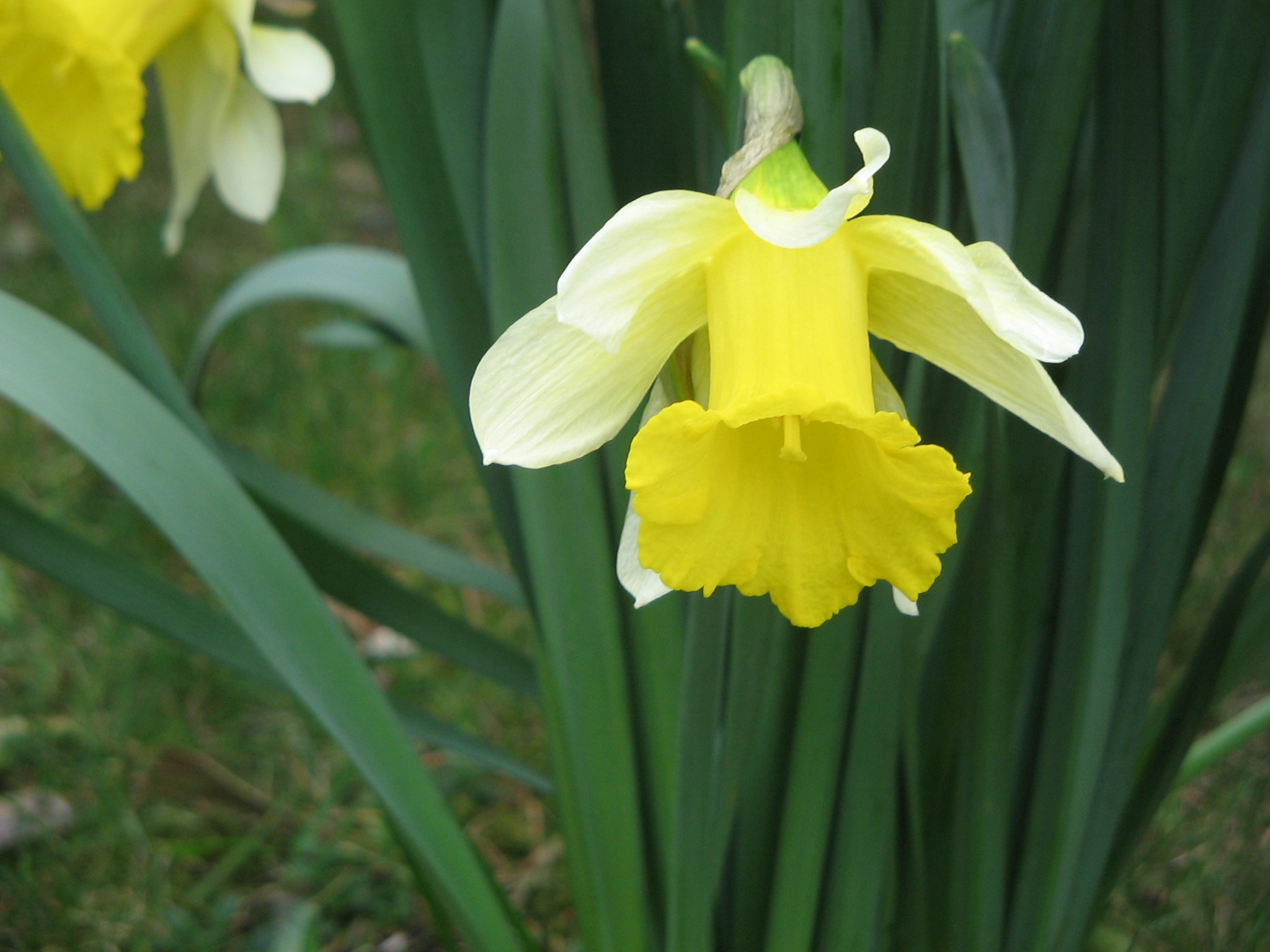
Narcissus pseudonarcissus
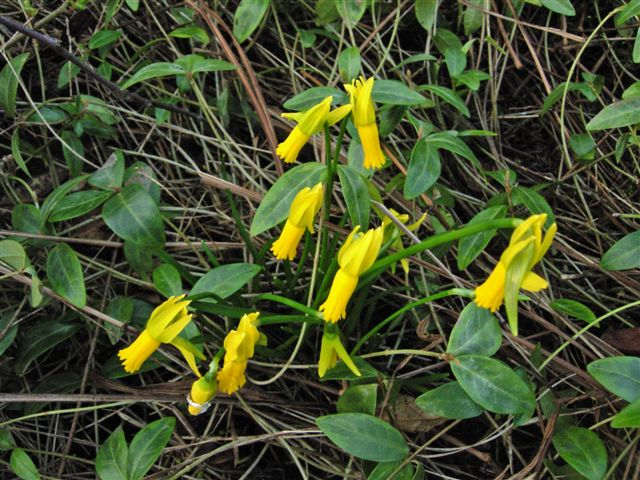
Narcissus cyclamineus
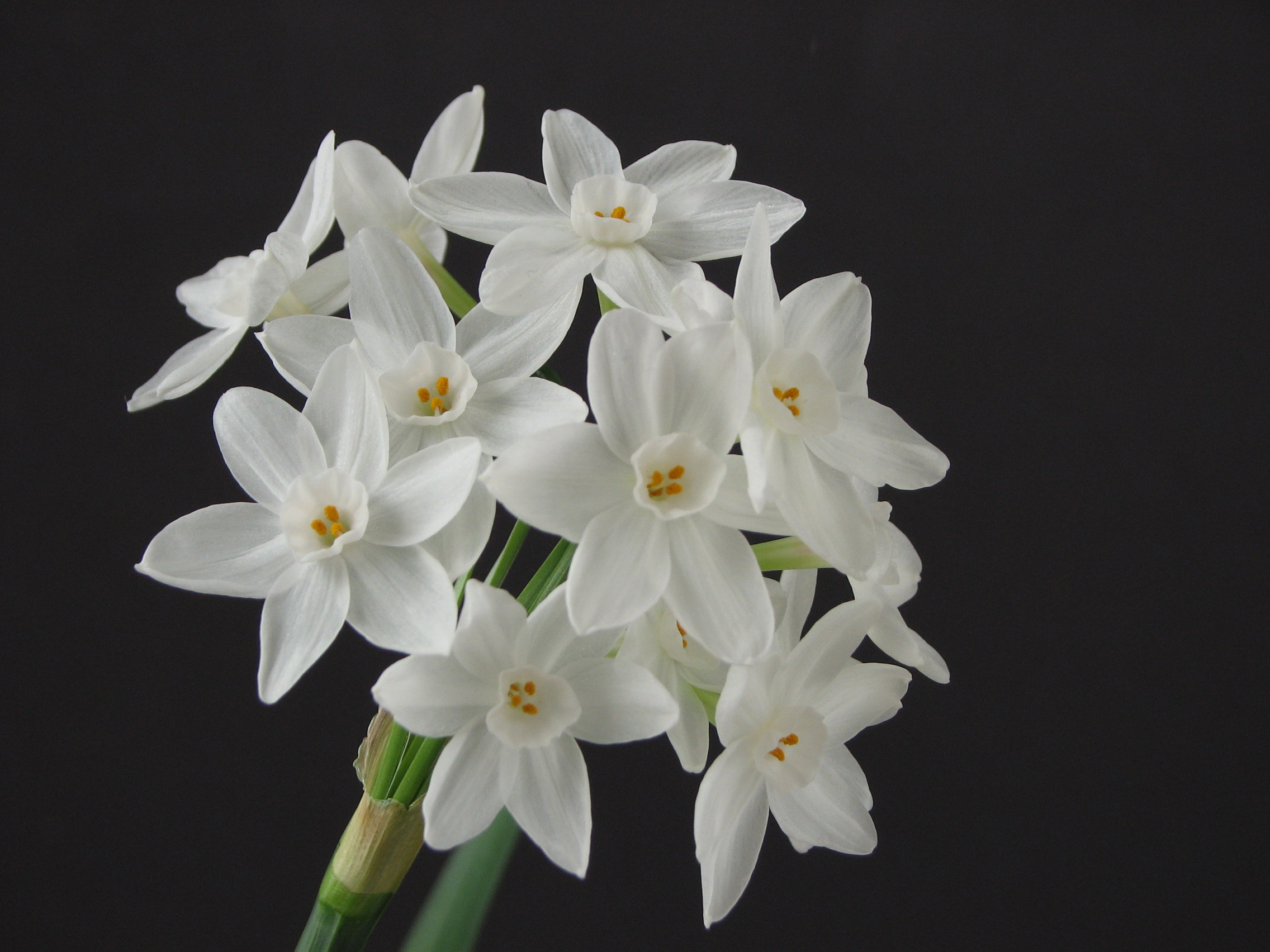
Narcissus papyraceus
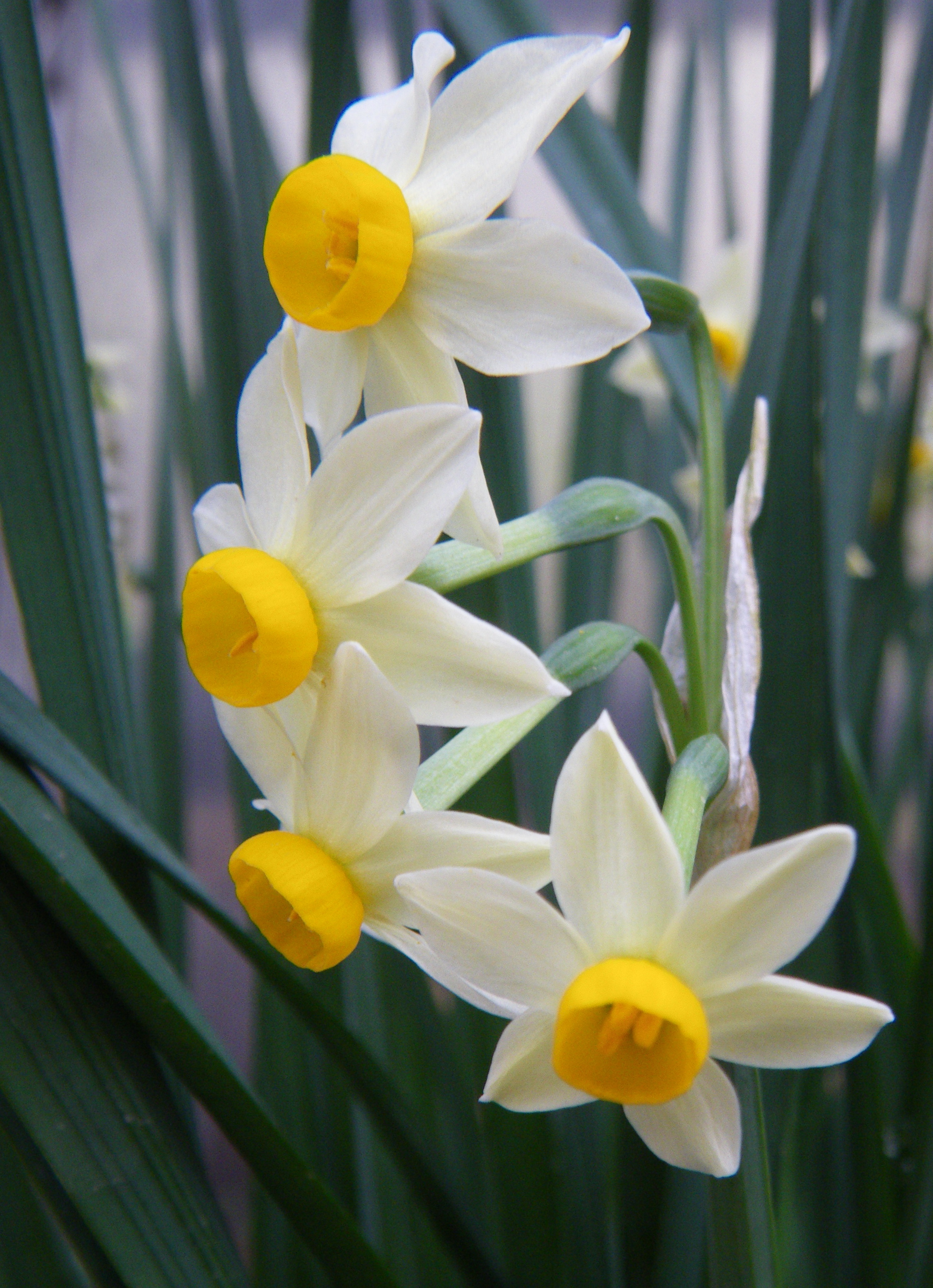
Narcissus tazetta
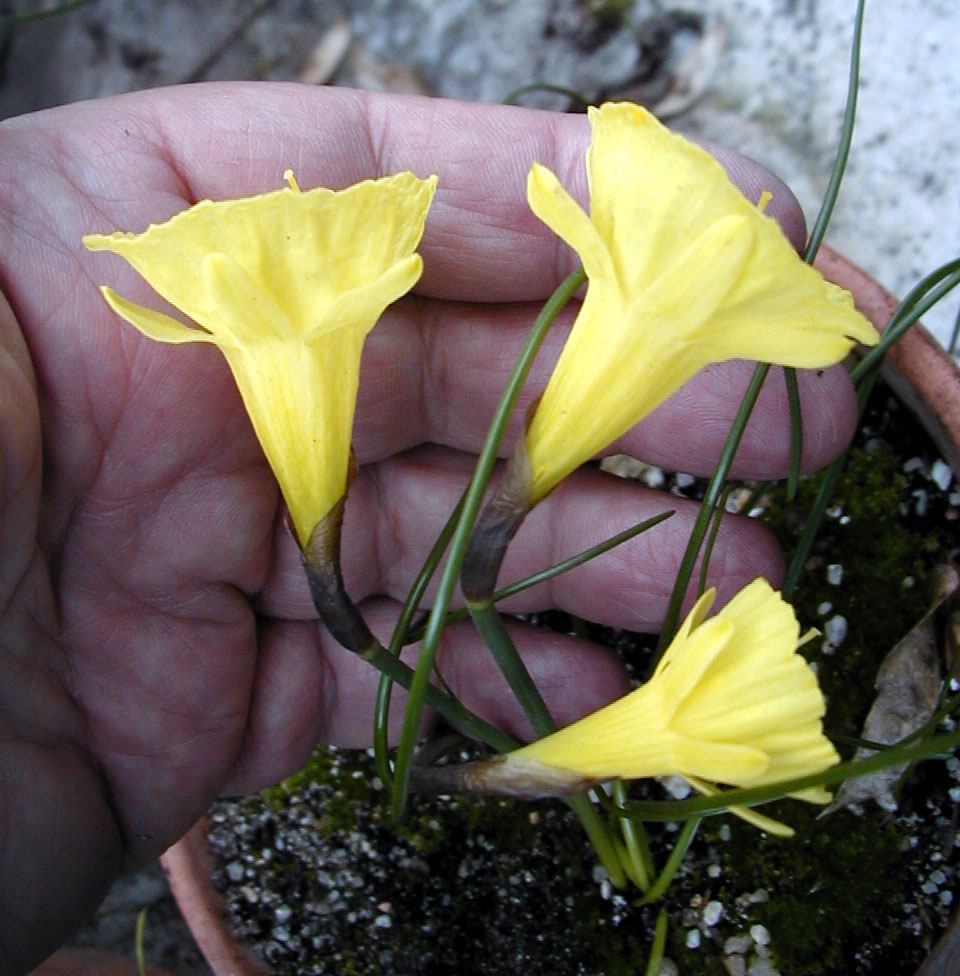
Narcissus blancoi
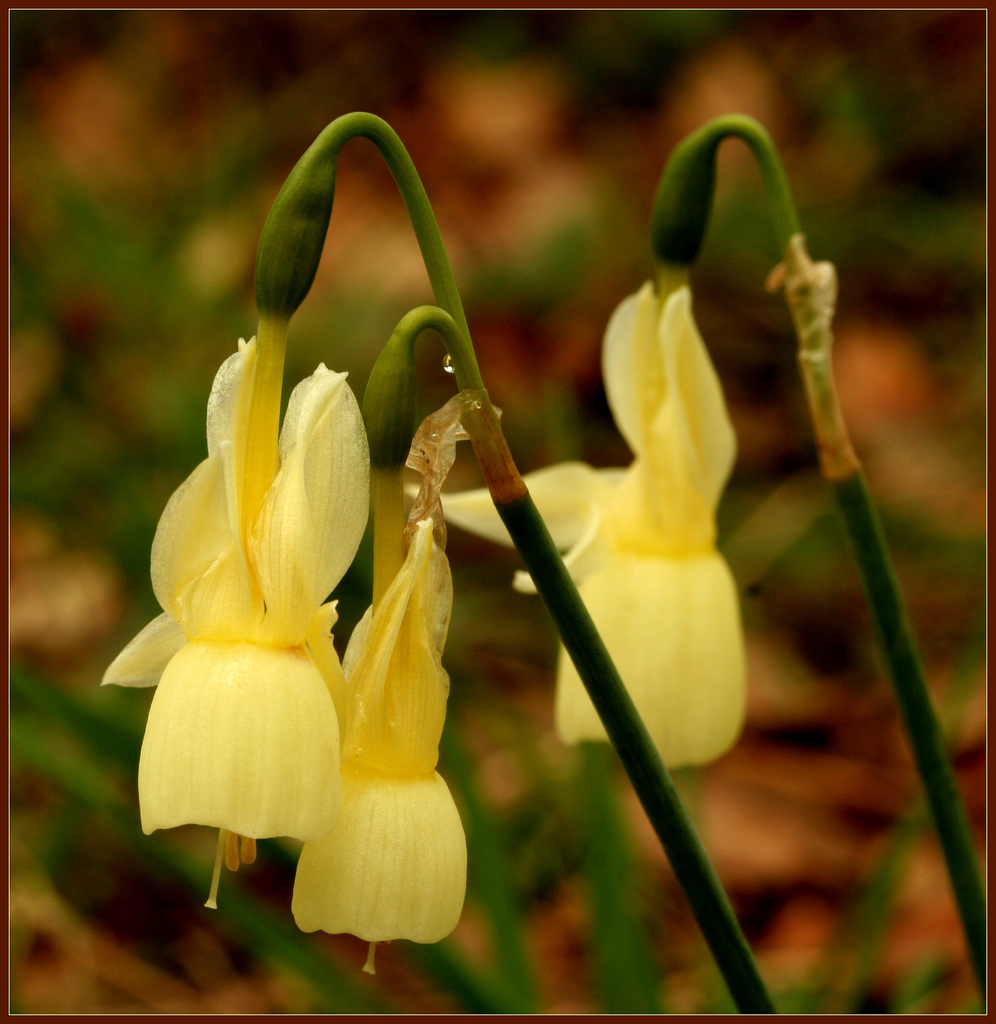
Narcissus triandrus
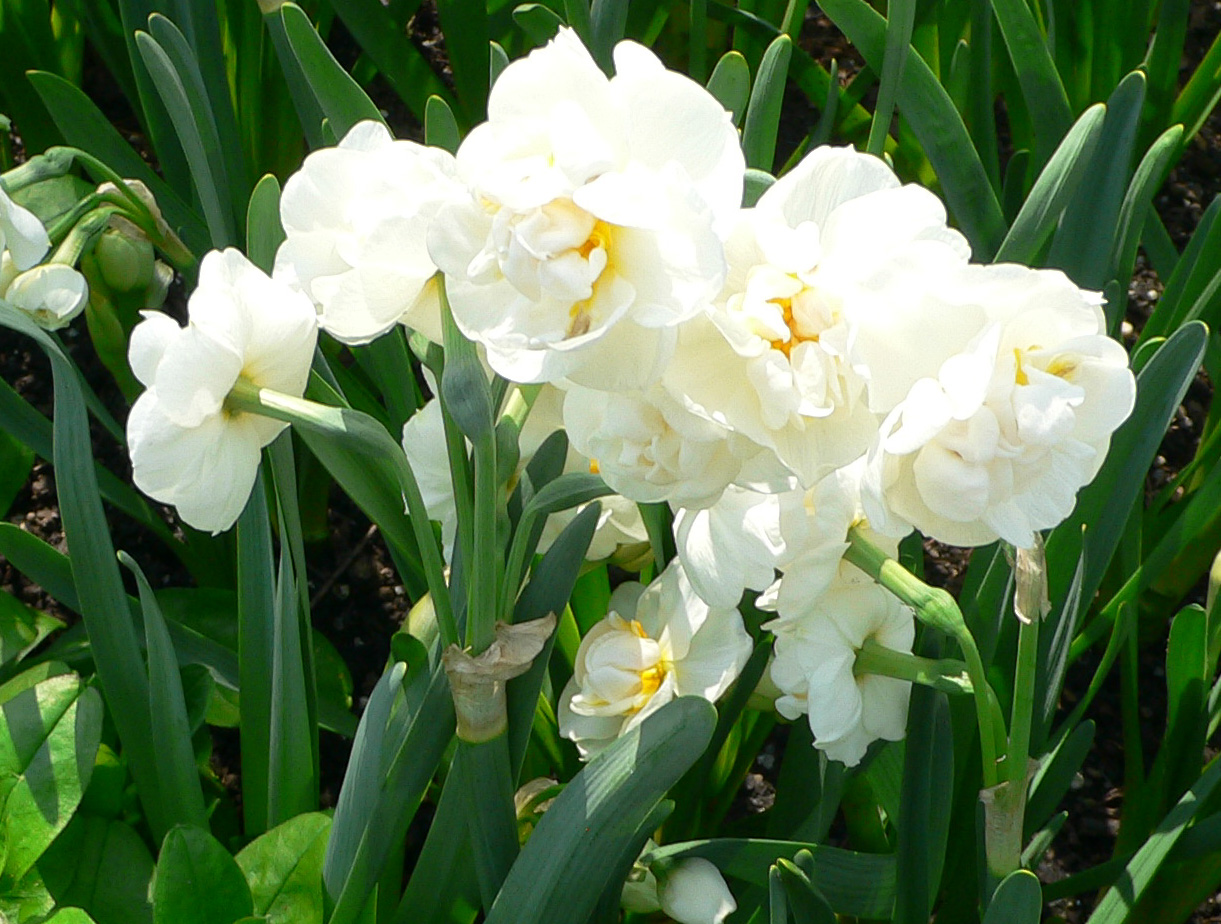
Narcise cultivate

## Legături externe
- „Narcissus” în Dicționar dendrofloricol la DEX online
- Istoria narcisei
- Narcisa albă (narcissus poeticus)